# Museo archeologico di Villa Sulcis
Il museo archeologico di Villa Sulcis è un museo archeologico facente parte del sistema museale di Carbonia. È situato dal 1988 all'interno di Villa Sulcis, che negli anni 1930 era la residenza del direttore delle miniere di Carbonia, ed è stato ampliato e rinnovato nel 2008.
I materiali esposti, provenienti da diverse località del Sulcis, sono datati a partire dal periodo preistorico sino all'epoca bizantina. Tra i reperti esposti nel museo si segnalano quelli del riparo sotto roccia preistorico (Mesolitico e Neolitico) di Su Carroppu di Sirri, delle necropoli a domus de janas di Monte Crobu, Cannas di Sotto e di Is Locci Santus, che hanno restituito importanti testimonianze della Sardegna prenuragica, e dell'area archeologica di Monte Sirai e dell'omonimo nuraghe.

## Percorso espositivo
Nel museo si trovano tre sale: la sala del territorio dove sono esposti reperti dell'epoca preistorica e protostorica, la sala del Sulcis fenicio con materiali provenienti da Sulki e Bithia e la sala di Monte Sirai dedicata al sito di Monte Sirai, in territorio di Carbonia, dall'età fenicio-punica a quella romana.

## Galleria d'immagini

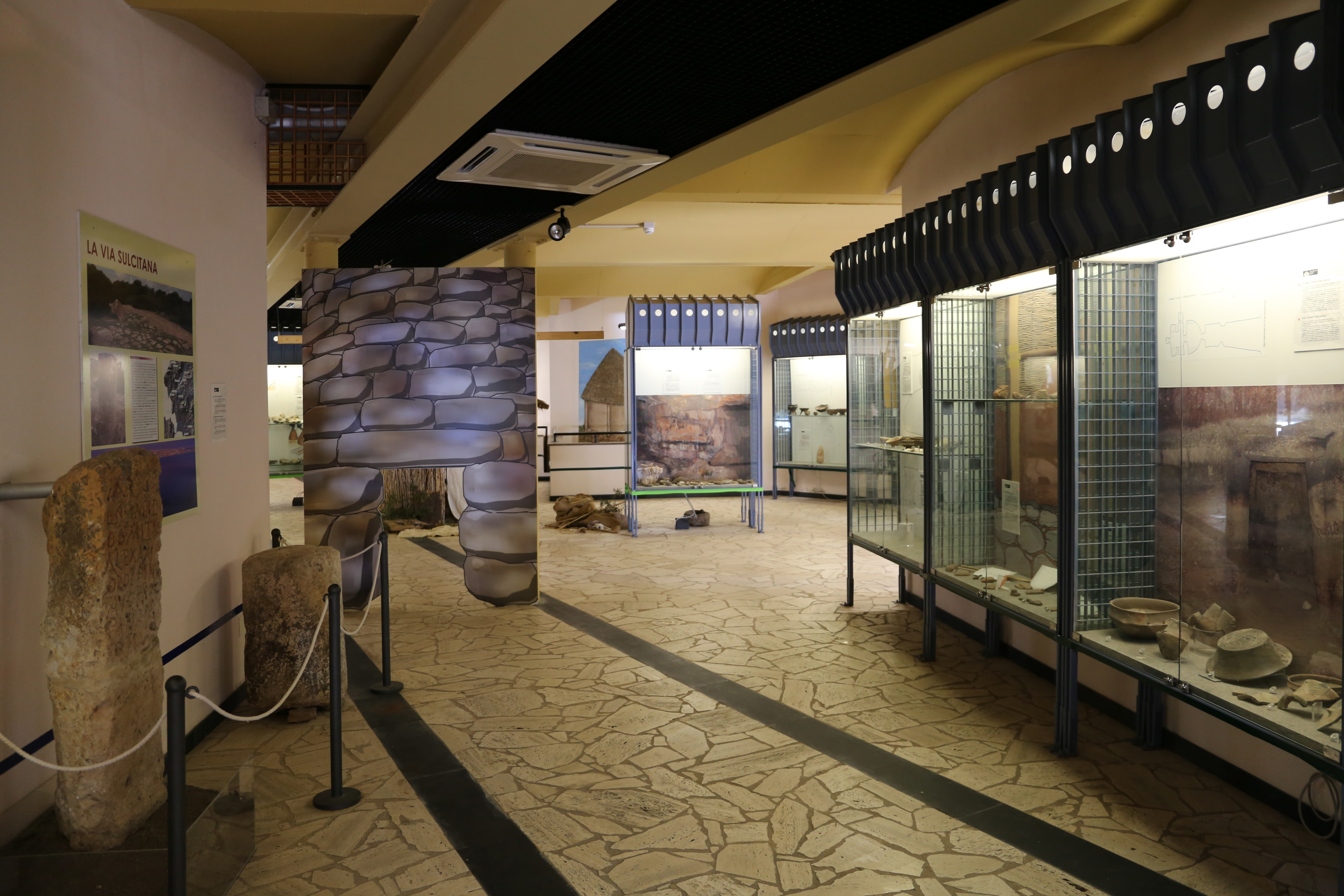
Interno
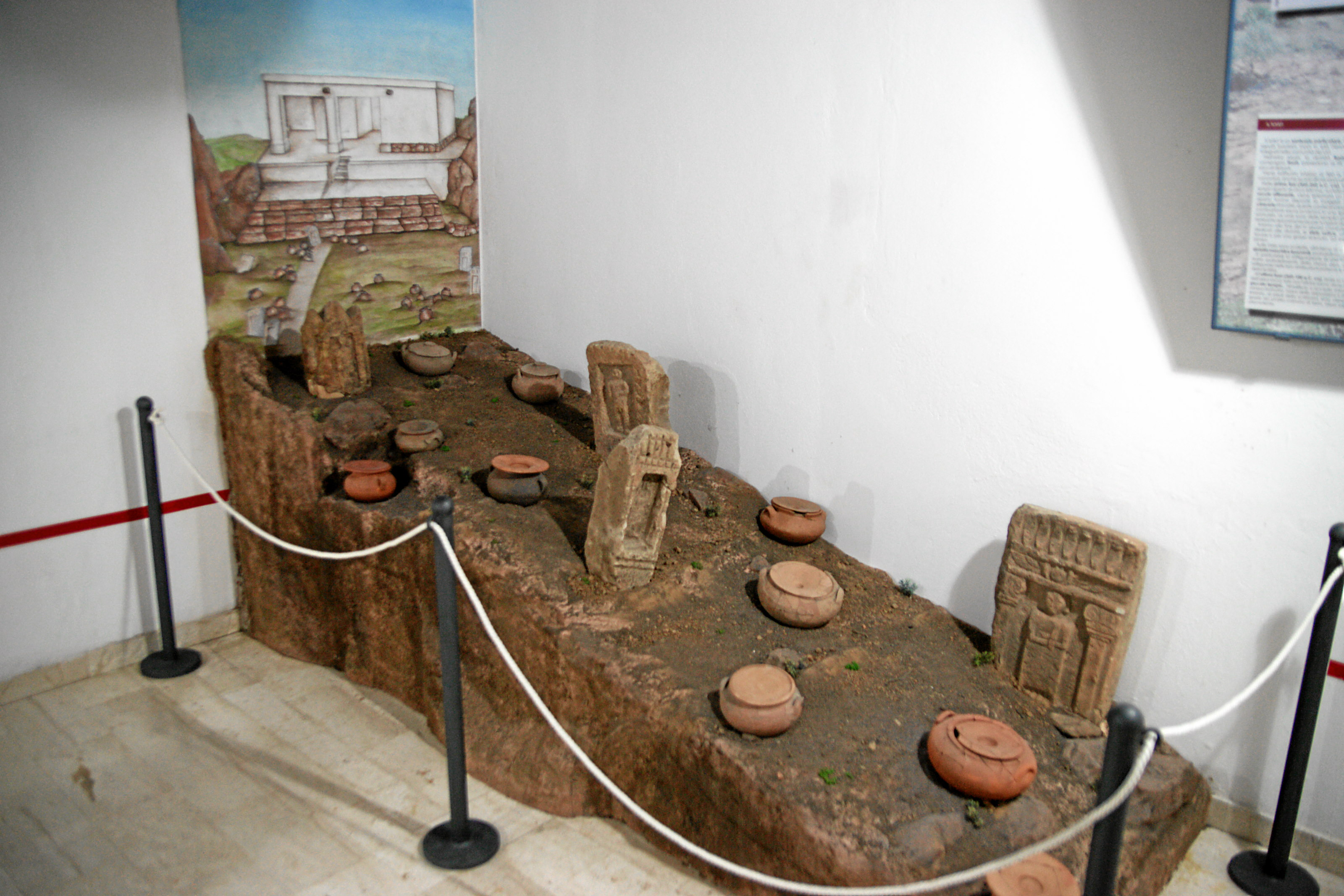
Ricostruzione del Tophet
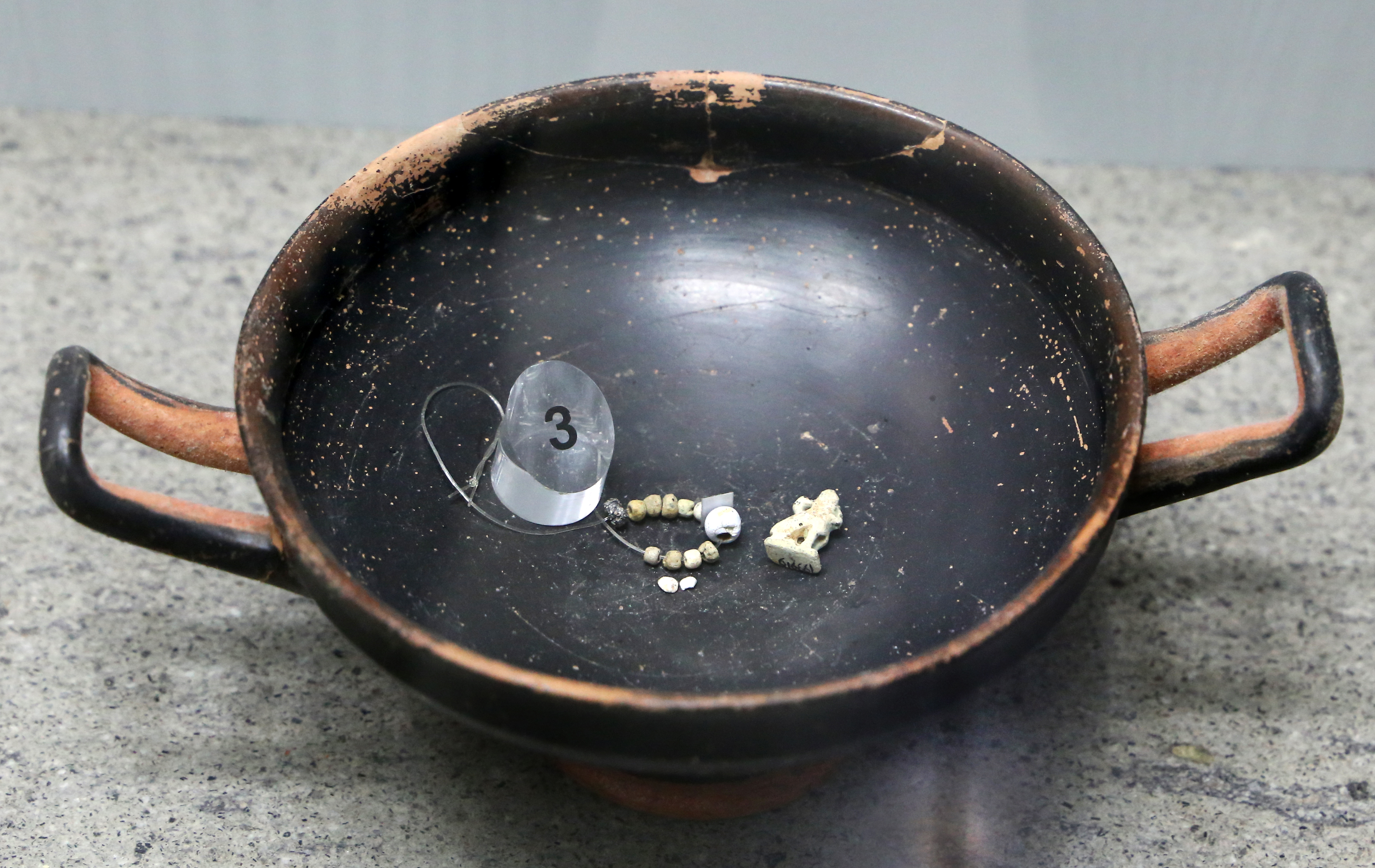
Tomba fenicia, coppa attica con amuleti
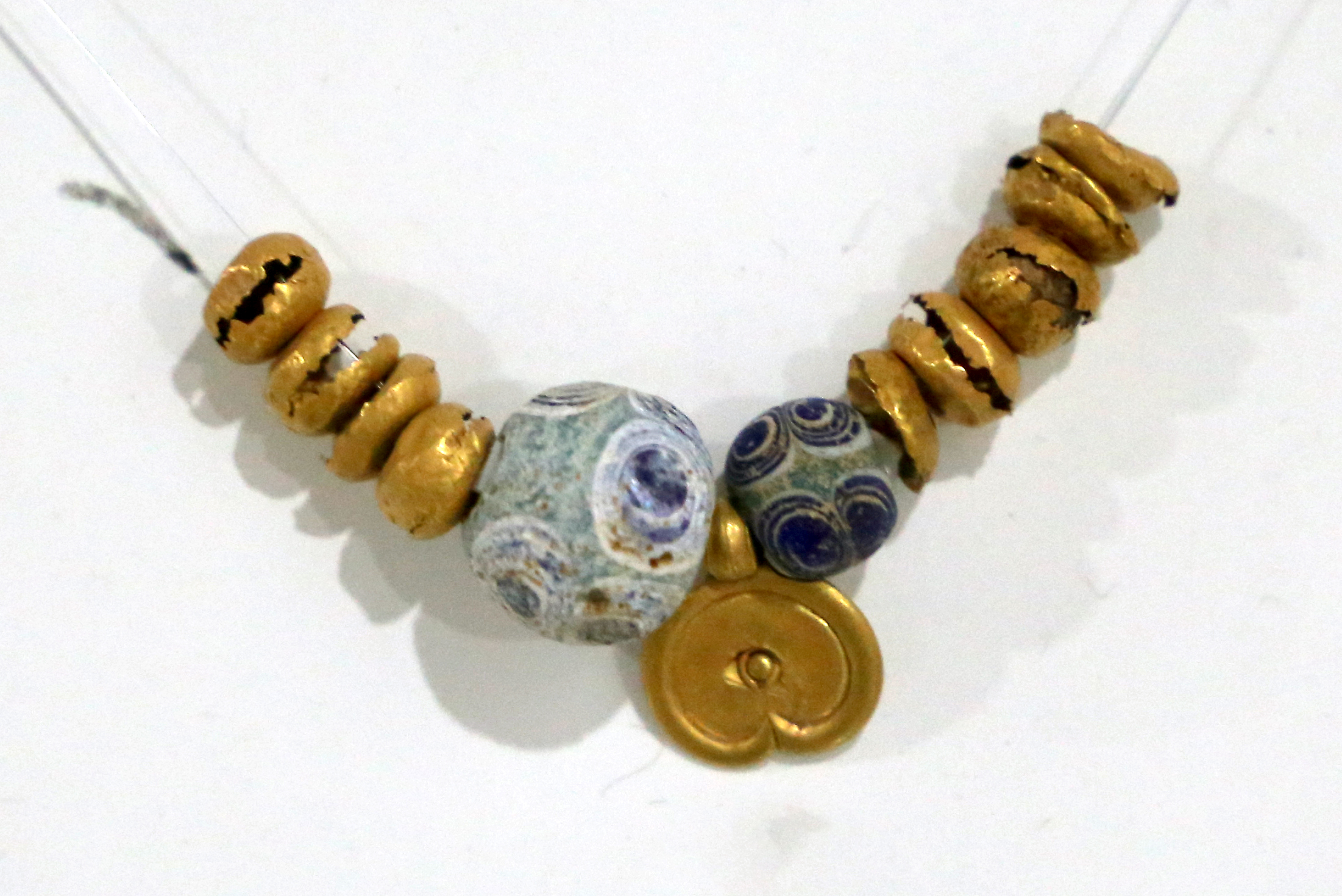
vaghi di collana o di bracciale in paste vitree, oro e altri metalli